# Tanio Boccia
Camillo Tanio Boccia, noto anche con lo pseudonimo di Amerigo Anton (Potenza, 15 giugno 1911 – Roma, 12 marzo 1982), è stato un regista e sceneggiatore italiano.

## Biografia
Esordì a Roma come ballerino e coreografo negli anni trenta, esibendosi, in seguito, in opere teatrali dialettali. Iniziò la carriera cinematografica con una comparsa nel film Luci del varietà (1950), diretto da Alberto Lattuada e Federico Fellini. Come regista esordì in film drammatici e sentimentali, per poi spaziare in altri generi, dal peplum al western all'italiana, sotto lo pseudonimo di Amerigo Anton; tra le varie pellicole diresse Giulio Cesare, il conquistatore delle Gallie, Sansone contro i pirati, Maciste alla corte dello Zar e Dio non paga il sabato. Divenne celebre negli ambienti di Cinecittà per i suoi film a basso costo, che gli valsero il soprannome di "Ed Wood italiano", nonché il titolo di "peggior regista italiano". Il critico Steve Della Casa ha detto di lui: «Boccia non è una creatura della critica trash e nessuno gli ha mai dedicato saggi o retrospettive. Era un mito negativo di Cinecittà dove si diceva peggio di così c'è solo Tanio Boccia». In un'intervista Federico Fellini raccontò che ricevette la notizia del suo quarto premio Oscar con Amarcord da Alberto Sordi che gli disse: «Federico, non t'hanno premiato, questa volta è toccato a Tanio Boccia!», lasciando intendere ironicamente la fama poco onorevole di cui Boccia godeva.
Dotato tuttavia di creatività, fu descritto da coloro che lavorarono con lui come una persona solare, spiritosa ed energica, riuscendo spesso a risolvere situazioni complicate dovute ai bassissimi budget con cui lavorava. Rik Battaglia ebbe a dire: «faceva miracoli con la macchina da presa. In mano sua dieci cavalli sembravano tremila. Lo diceva anche Sergio Leone: "Boccia fa i miracoli". Ovviamente con budget ristrettissimi». In un western mentre giravano una scena d’amore il carrello ebbe un brusco e inaspettato sobbalzo ma Boccia, evitando di sprecare altra pellicola, risolse l'imprevisto con una modifica nel doppiaggio: infatti invece di far dire “cara, ti amo”, cambiò la battuta in “è mezzogiorno, sta passando il treno”. Nel dirigere uno dei suoi tanti western, aveva previsto una scena con sei ballerine sul bancone di un saloon, ma per problemi economici riuscì a reperirne solo tre. Risolse la situazione facendosi portare, poco prima del ciak, uno specchio. Matteo Spinola disse che «s'inventava di tutto. Non ha mai avuto un copione nella sua vita, ma solo tracce che s'improvvisava strada facendo... un matto surreale!».
Secondo l'agente cinematografico Giuseppe Perrone,  Boccia trascorse l'ultimo periodo della sua carriera in Germania come attore di film erotici. Passò gli ultimi anni della sua vita affetto da un ictus.

## Nella cultura di massa
A lui è dedicato il film Il caricatore (1996), diretto e interpretato da Massimo Gaudioso, Eugenio Cappuccio e Fabio Nunziata.

## Filmografia
- Dramma sul Tevere (1952)
- Anna perdonami (1953)
- Traguardi di gloria (1957) – documentario
- Arriva la banda (1959)
- Il conquistatore d'Oriente (1960)
- Il trionfo di Maciste (1961)
- Giulio Cesare, il conquistatore delle Gallie (1962)
- Sansone contro i pirati (1963)
- Maciste alla corte dello Zar (1964)
- La valle dell'eco tonante (1964)
- Il dominatore del deserto (1964)
- I predoni della steppa (1964)
- Agente X 1-7 operazione Oceano (1965)
- La rivincita di Ivanhoe (1965)
- Uccidi o muori (1967)
- Dio non paga il sabato (1967)
- Sapevano solo uccidere (1968)
- La guerra sul fronte Est (1970)
- La lunga cavalcata della vendetta (1972)
- Studio legale per una rapina (1973)